# Legio XIX

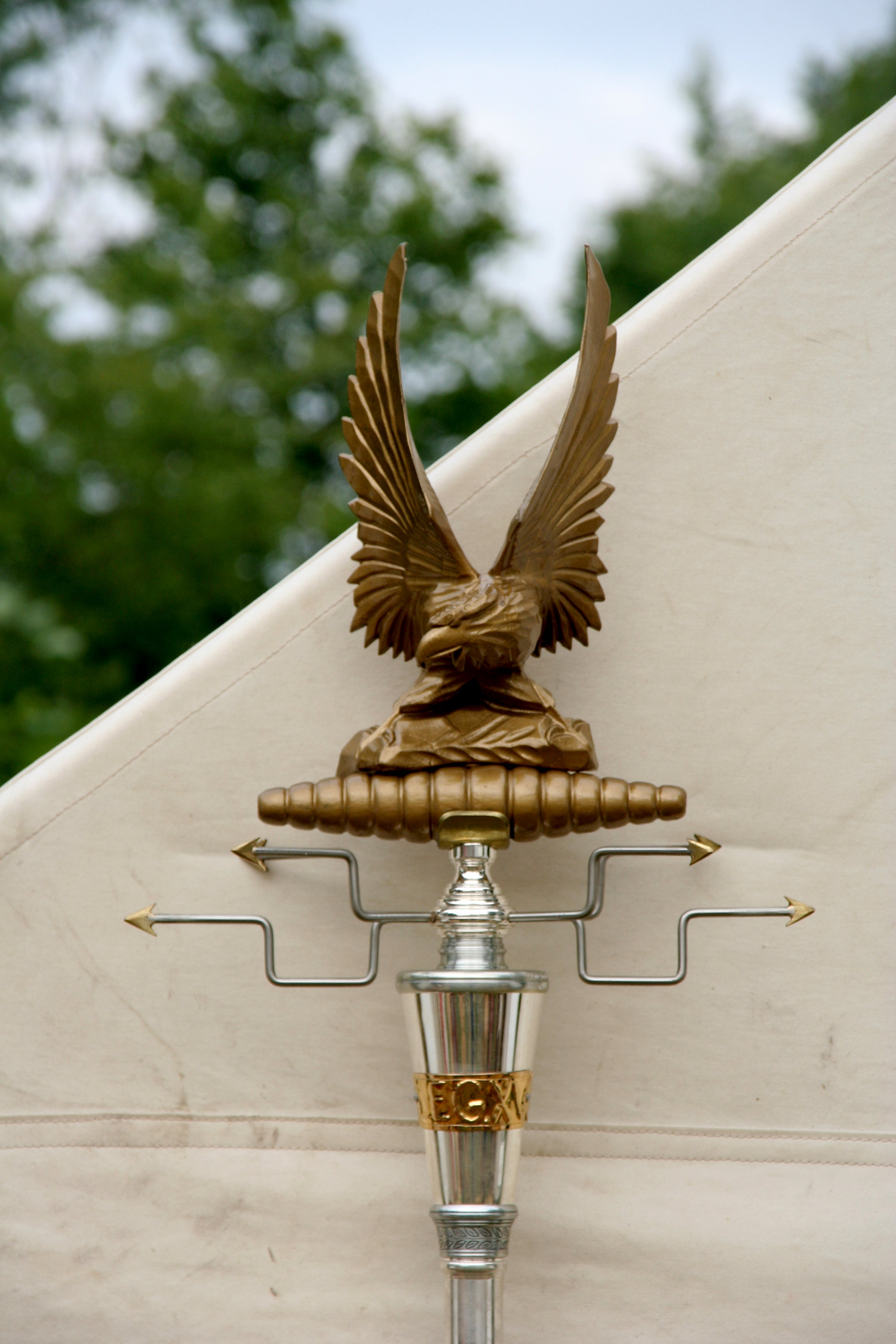
Águila romana (reconstrucción).

La Legio XIX (Decimonovena legión) fue una legión romana, creada por César Augusto alrededor del año 41 a. C. y destruida en la derrota de la batalla del bosque de Teutoburgo en septiembre del año 9. El emblema de la legión es desconocido, pero es probable que fuera el Capricornio como otras legiones creadas por César Augusto.

## Historia
Fue asignada a Sicilia en donde Sexto Pompeyo, hijo de Pompeyo mantenía un gobierno independiente del de los triunviros, y amenazaba el abastecimiento marítimo de trigo de Roma, participando esta unidad en su derrota.
En 30 a. C. los veteranos de la legión XIX fueron asentados en la Colonia de Pisa, mientras que el resto de la legión fue asignado a la frontera del Rin con base en el campamento de Colonia. La legión XIX participó en las campañas contra los germanos de Druso (13 a. C. al 9 a. C.) y de Tiberio (8 a. C. al 5 a. C.). En el año 5 a. C. Germania era una provincia romana y Publio Quintilio Varo fue designado como su gobernador.
En el inicio de septiembre del año 9, Arminio, el líder de la tribu germana de los queruscos, aliados de Roma, trajo noticias de una revuelta en la zona del Rin. Sin sospechar la veracidad de la información recibida, Varo movilizó a la XIX legión, juntamente con la Legio XVII y la Legio XVIII, y se dirigió hacia el oeste. El 9 de septiembre, los queruscos, liderados por el propio Arminius, emboscaron al gobernador y sus legiones cerca de Osnabrück. El resultado fue desastroso para el lado romano y la XIX legión y las demás fueron aniquiladas y perdidos los estandartes en lo que la historia conoce como batalla del bosque de Teutoburgo. Años después, Germánico recuperó los estandartes de la legión y los devolvió a Roma.
Nunca más existió una legión que utilizara el número XIX.